# Erythrocercus
Erythrocercus là một chi chim trong họ Cettiidae.

## Các loài
- Erythrocercus holochlorus - Đớp ruồi vàng nhỏ
- Erythrocercus mccallii - Đớp ruồi chỏm nâu
- Erythrocercus livingstonei - Đớp ruồi Livingstone